# El Madroño (Albacete)
El Madroño es una localidad española del municipio de Pozuelo, perteneciente a la provincia de Albacete, en la comunidad autónoma de Castilla-La Mancha.

## Historia
Hacia mediados del siglo XIX, el lugar, ya por entonces perteneciente a Pozuelo, tenía contabilizados 31 vecinos. La localidad aparece descrita en el decimoprimer volumen del Diccionario geográfico-estadístico-histórico de España y sus posesiones de Ultramar de Pascual Madoz de la siguiente manera:

MADROÑO: ald. en la prov. de Albacete, part. jud. de Chinchilla, térm. jurisd. de Pozuelo: sit. al SO. de esta v., de la que dista 3/4 de leg.; tiene 31 vec. labradores unos, y otros leñadores.
(Madoz, 1848, p. 13)

En 2022, tenía empadronados 23 habitantes.